# Минина, Елена Викторовна
Еле́на Викто́ровна Ми́нина (род. 12 марта 1986, Москва, СССР) — российская  академическая и рок-певица, актриса рок-опер, композитор, музыкант. Лидер рок-группы «Джоконда», солистка Театра «Градский-холл». Солистка российско-немецкой симфоник пауэр-метал группы «Tigersclaw». Номинант премии «Фестиваль мюзикла X» (2024) в номинации «Любимая артистка по мнению зрителей» и лауреат музыкальной премии «Чартова дюжина» (2023) в номинации «Солистка». Полуфиналистка телевизионного музыкального проекта «Голос-4» на Первом канале в 2015 году.

## Биография
Родилась 12 марта 1986 года в Москве в творческой семье. В 3 года начала учиться петь в Детской хоровой студии «Веснянка», в которой работала мама Наталия Данииловна Минина, начала писать и аранжировать музыку в 14 лет, для этого папа Виктор Борисович Минин установил разные программы. В 2004 году с отличием окончила Московскую городскую детскую музыкальную школу имени Гнесиных по классу «фортепиано». В 2009 году Минина окончила фортепианный факультет Российской академии музыки имени Гнесиных, продолжив профессиональное обучение вокалу, окончив академию в 2013 году.
В 2007-2015 гг. — солистка Государственного Академического Хореографического ансамбля «Березка» им. Н. С. Надеждиной, выступила на лучших концертных площадках Москвы и Санкт-Петербурга, а также Европы, Азии, Северной и Южной Америки. Параллельно занималась — балетом, ирландским степом, изучала культуру кельтов, отраженную в творчестве группы «Джоконда».
С 2015 года — актриса театра «Градский Холл», принимала участие и в церемонии открытия театра 4 сентября 2015 года.
Первым музыкальным коллективом стал фьюжн-джаз-рок группу «Квартет имени Крылова», создающий композиции на основе прозаических текстов, анекдотов Даниила Хармса.

### Личная жизнь
Замужем за аранжировщиком, саунд-продюсером, звукорежиссёром и соавтором песен группы «Джоконда» Александром Мельниковым. Дочь — Майя (04.05.2012 г.р.)

## Творчество
В 2008 году исполнила главную женскую роль Маргариты в аудиозаписи рок-оперы «Мастер и Маргарита» на музыку и стихи Александра Градского, вышедшей осенью 2009 года. Также записала с Андреем Лефлёром песню "The Prayer".
В 2009 года вышел мультимедийный радиомюзикл "Колобок и два жирафа в Стране пиратов" с участием вокалисткой в нём. Автор сценария и стихов: Дмитрий Кузнецов. Композитор: Филипп Кольцов. Режиссёр: Екатерина Венкина. Издательство: Ардис CD-1 Мюзикл CD-2 Пиратские песни.
28 мая 2014 года состоялась премьера детского мюзикла по мотивам «Дюймовочки» и 26 мая 2018 детского музыкального спектакля по мотивам сказки «Волшебник изумрудного города» на музыку Елены и либретто Татьяны Андреевой для детей хора «Скворушка» детской хоровой студии «Веснянка» (руководитель — Наталия Минина).
С апреля 2014 года играет роль светлой жрицы Крисании Таринской в фэнтези-мюзикле «Последнее Испытание» (Антон Круглов, Елена Ханпира): 2015—2016 год — в постановке театра-студии Lege Artis, 2015—2017 год — в гастрольной версии мюзикла от RIF Group, 2018—2022 год в постановке от Creative Lab STAIRWAY, 2023—2024 год — в постановке театра Этериус. В 2018 году представила проект на Comic Con Russia.
В 2015 году приняла участие в телевизионном проекте «Голос-4» в команде Александра Градского, дойдя до полуфинала.
10 апреля 2015 года состоялась премьера спектакля «Голос памяти» с участием Елены, режиссёр — Руслан Герасименко.
Первый сольный концерт состоялся 11 марта 2016 года в театре «Градский Холл», участвует в благотворительных мероприятиях.
28 октября 2023 года — вернула на сцену концертную программу «Хиты мюзикLOVE», созданную в 2017 году Градским специально для её вокала, в также серию концертов-трибьютов по самым культовым рок-группам: Queen, The Beatles, The Rolling Stones, рок хиты AC/DC, Scorpions. Metallica и др. 26 ноября 2022 сделала сольный концерт с оркестром совместный с группой Джоконда и оркестром «Градский холл» на сцене театра с приглашёнными гостями: Андрей Лефлер и Ярослав Баярунас. 28 ноября 2025 года выпускает сольную акустическую концертную программу «Фантасмагория».
9 декабря 2017 года выступила членом жюри вокального конкурса "Шаг к мечте" 09.12.17.
С 2017 года — исполняет роль Музы в рок-опере «Икар» Антона Круглова и Наталии Макуни и принимает участие в записи cast-альбома, концертах-презентациях под эгидой продюсерского центра «Пентаграмма». В 2024 году за роль Музы в полноценной постановке выдвигалась на премию фестиваля мюзикла «X» в номинации «Любимая артистка, по мнению зрителей».
В 2019 году началась запись cast-альбома рок-мюзикла «Гиперборея ~ Симфония Северного Ветра» (SSP — проект Сергея Скрипникова), роль — Аэлла. В 2023 мюзикл пережил трансформацию и теперь называется «Пирамида», роль — Амайя.
С ноября 2020 года принимала участие в записи cast-альбома рок-мюзикла «Мёртвая царевна» Сергея Смолина (роль: Царица-мать царевны). Концерт-презентация мюзикла состоялась 13 ноября 2021 в клубе «Москва». 
С 2022 года принимает участие в рок-фестивалях: Comic Con Russia (2018), Фестиваль мюзикла «X» (2022), "ТАМАНЬ 2022", SANDLERFEST (2022), «Нашествие» (2023), Фэнтези Фест (Былинный берег, 2024-2025), YLETAЙ Фест (2025) и др., в шоу «АртМафия Show» и шоу «Караоке-камикадзе», в 2024 в шоу «Хвост дракона».
В 2022 году приняла участие в роли одного из четырёх поросёнка в премьере юмористической песни "Четыре поросёнка и серый член ЦК" (из исторически-сюрреалистической рок- оперы "Самый скучный человек") и песни "Don't turn away", арию мамы Буратино из металлического мюзикла "Wooden Wedding" ("Свадьба Буратино"), вошедшие в альбом Forces United "HITS FROM METAL MUSICALS". Часть 2, 4 апреля 2022 года в концерте-презентации рок-оперы «Конь Бледный» продюсерского центра «Пентаграмма» (роль: Елена), заменяя ушедшую из проекта Дарью Январину. 14 мая 2022 участвовала в проекте «Квартирник у Маргулиса» на «НТВ» в гостях у Эпидемии.
С 2023 — роль Вильгельмины (Мины) Мюррей в прог-метал опере «Дракула. Цена вечности» от Creative Lab STAIRWAY в пяти концертах-презентациях. В июне 2025 принимала участие в записи cast-альбома проекта, с ноября в полноценной постановке.
В феврале 2023 года победила в номинации «Солистка» XVI ежегодной музыкальной премии «Чартова дюжина».
В 2024 году становится победителем в номинации «Женский вокал года» портала Mastersland.org, принимает участие 7 октября в музыкальном вечере (квартирнике) с ведущим Ярославом Баярунасом.

## Музыкальная карьера
В 2013 году выпустила совместно с музыкантом, фотографом и композитором Сергеем Роговцевым альбом «Наедине», состоящий из песен, написанных в разное время и исполнявшихся раньше вживую на концертах. В альбом вошли песни Мининой, песни Сергея Роговцева и три песни других авторов: Рустема Якупова (Руста) и Анны Ширяевой (Крыс и Шмендра). Песня «Проходят эльфы» (музыка Елены Мининой, стихи Валерия Чубара) и «Мне снилось» (Олег Ладыженский и Сергей Роговцев), «Ветерок феи»,  написала на стихи Виктории Жигуновой новую песню «Волшебная страна» и музыку в живом исполнении под фортепиано. В июле 2016 года в новой аранжировке песня «Волшебная страна» вышла в «Дебютном альбоме» Руслана Герасименко. В 2019 году записала песню «Постарайся быть счастливым», вышедшую в 2020.
В 2016 году, по приглашению пауэр-метал группы «Эпидемия» исполнила роль Алатиэль в постановке метал-оперы «Эльфийская Рукопись: Сказание на все времена», присоединился к Эпидемии как постоянная вокалистка, исполняя роль Стеллы в метал-опере «Легенда Ксентарона».
В 2016-2022 гг. — выступала в российско-немецкой симфоник пауэр-метал группе «Tigersclaw» по приглашению лидера группы — Алекса Байера из Германии в 2016 году, выпустив три полноценных альбома и несколько синглов: «Princess or the dark», «Force of destiny», «Titan’s dawn».В 2017 году с командой Wise Loris и её лидером Дмитрием Фроловым, выпустила на песню первый анимационный клип.
С 2020 года сотрудничает с международным проектом Кирилла Немояева Forces United, где работает с разными жанрами и вокальными техниками исполнения. Принимала участие в записи синглов в альбомах собственных рок-групп и как приглашённая вокалистка у других рок-музыкантов, в записи каверов в авторских аранжировках: Within Temptation, Nightwish, Evanescence, Amaranthe, Guns’n’Roses, Pink и Madonna, снимает клипы на собственные песни, совместно с коллегами и на каверы.
Весной 2021 года стала лидером, автором музыки и текстов и 28 мая образовала рок-группу «Джоконда», выпустила первый сольный альбом группы в стиле симфоник метал на средства, собранные краундом. 12 марта 2023 года состоялся первый сольный концерт группы в клубе Papa live с участием гостей. «Джоконда» неоднократно завоевывала золото хит-парада «Чартова дюжина» на НАШЕм радио, а песня «Симфония» продержалась в чарте рекордные 32 недели. На счету группы два полноформатных альбома: «Каждый охотник желает знать» (2021) и «Последний закон» (2024), EP «Stabat mater» (2022) с участием Кирилла Немоляева, несколько синглов, кинематографичные клипы и успешные концерты в Москве, и с участием оркестра. В альбом «Каждый охотник желает знать» вошли треки: Симфония, Каждый охотник желает знать, На краю, Демоны, Капкан, Беги, Мне не больно, Костры из книг, В иной реальности, Лидокаин, песня «Киты» не вошла в первый альбом.
В 2021 году записала специально для Кирилла Немоляева песню «Его слепое величество», совместно с Forces United выпустила в канун Нового года песню  «Лучше, чем вчера» на свою музыку и слова Наталии Макуни с участием таких рок-исполнителей: Игорь «КЭШ» Лобанов, Евгений Егоров, Андрей Лефлер, Михаил Серышев, Пётр Елфимов, Илья Коровкин, Дмитрий Скиданенко, Максим Рянский, Виктор Ангер, Евгений Епишин, Сергей Синев, Кирилл Немоляев.
Помимо сольной концертной деятельности принимает участие в концертах коллег и рок-исполнителей: Руслана Герасименко, Ярослава Баярунаса, Сергея Смолина, Петра Елфимова, композитора Антона Круглова, группы «Революция», «Чёрный Обелиск» и Forces United и др., 19 января 2019 в честь двадцатилетия постановки концерт «Последнее Испытание: XX лет» в клубе Adrenaline Stadium в сопровождении живого оркестра, и на 2022 году в Stairway Creative Lab #50ПИ в честь пятидесятого спектакля мюзикла «Последнее Испытание», спродюсированных ПЦ БаярунасКонцерт, в 2020-2023, 2025 гг. — в новогодних концертах Stairway.
В январе 2024 года группа «Джоконда» выпустила второй новый альбом «Последний закон» с одноимённой песней. В феврале выходит песня «Подари мне» группы «Джоконда» на музыку Сергея Скрипникова и слова Маргариты Пушкиной. Осенью выпускает официальный кавер и клип на песню «Небо славян» группы «Алиса», совместный клип на песню «Наперекор вселенной» с Максимом Самосватом, видео на песню «Мне не больно», представила визуальное отражение песни «Молюсь», записанное совместно с Сергеем Шубиным (проект Biopsyhoz).
В июне 2025 года приняла участие в записи клипа и сингла «Свет далёких звёзд», нового русскоязычного кавера на песню «Light the universe» немецкой пауэр-метал-группы Helloween вместе с рок-группой Amalgama, в июле клипа и сингла Розы и кости с группой Helvegen.

## Дискография

### Рок-опера
- 2019 — «Икар» (Антон Круглов, Наталия Макуни) — Муза
  - 2021 — Сборник 1 акт «Идеальный мир»
  - 2022 — Сборник 2 акт «Спичка»
- 2021 — «Мёртвая царевна» (Евгений Лапейко, Александр Пушкин) — Мать царевны
- 2022 — «Пирамида» (Сергей Скрипников, Дарья Любимова) — Амайя
  - 2023 — Сборник Акт I «Пламя Жизни»[57]
  - 2024 — Сборник Акт II «Война»[58]
  - 2025 — Сборник Акт III «Сферы»[59]
- 2023 — «Дракула. Цена вечности» (Сергей Прушинский, Валерия Захарова) — Мина Мюррей, Элизабет

### Рок-группы
- 2018 — Гаснет свет. Альбом: In Tenebris. Трек: Серые псы;
- 2018 — Эпидемия. Альбом: Легенда Ксентарона[60][61][62]. Треки: Побег на Ксентарон, Я иду за тобой;
- 2018 — Гаснет Свет. Альбом: In Tenebris. Трек: Ночь;
- 2019 — Эпидемия. Сингл «Вне правил»;
- 2021 — Эпидемия. Альбом: Призраки и Тени. Трек: Письмо Ведьмаку;
- 2021 — Революция. Альбом: Иллюзорный мир. Бонус-трек: Слышу;
- 2021 — Гаснет Свет. Альбом: Aurum Et Sanguinem. Трек: Падение;
- 2021 — Колизей. Альбом: Два диска. Трек: Последний день в году.

### «Tigersclaw»
- 2017 — альбом «Princess or the dark»[63];
- 2017 — сингл «Cherokee»;
- 2017 — сингл «Eternity»;
- 2019 — альбом «Force of destiny»[64];
- 2019 — сингл «Империя забытых душ»;
- 2022 — альбом «Titan’s dawn»[65].

### Forces United
- 2020 — Forces United. Альбом: Предания о преданных и предателях, часть 1. Трек: Аве, Вавилов (вокализ);
- 2022 — Forces United. Альбом: Hits from metal musicals, часть 2. Трек: Don't turn away;
- 2022 — Forces United. Альбом: Hits from metal musicals, часть 2. Трек: Четыре поросёнка и серый член ЦК;
- 2023 — Forces United. Альбом: Golden ballads. Трек: Снова ветер перемен;
- 2023 — Forces United. Альбом: Forces of David;
- 2024 — Forces United. Альбом: Железный занавес;
- 2025 — Forces United. CD-Альбом: Этот фантастический мир. Бонус-трек: Отдавать любовь.

### «Джоконда»
- 2021 — альбом «Каждый охотник желает знать»[66];
- 2021 — сингл «Симфония»;
- 2021 — сингл «Лучше, чем вчера»;
- 2022 — альбом EP «Stabat mater»;
- 2022 — сингл «Тени ноября»;
- 2023 — сингл «Подари мне»;
- 2024 — сингл «Ключи от ваших тайн»;
- 2024 — альбом «Последний закон»;
- 2025 — сингл «Совершенные числа».

## Работа в театре

### Театр-студия Lege Artis
- 2015 — 2016 — «Последнее испытание» (реж. Полина Меньших) — Крисания Таринская, Суккуб

### RIFgroup / Creative lab STAIRWAY
- 2018 — 2022 — «Последнее испытание» (реж. Руслан Герасименко) — Крисания Таринская[67], Розамунд Маджере
- с 2025 — «Дракула. Цена вечности» (реж. Руслан Герасименко) — (Вильгельмина) Мина Мюррей, Элизабет

### Продюсерский центр Сергея Скрипникова
- с 2022 — «Гиперборея Симфония Северного Ветра» («Пирамида») — Амайя (Аэлла)

### Театр Этериус
- 2023 — 2024 — «Последнее испытание» (реж. Дарья Январина) — Крисания Таринская

### Продюсерский центр Penta Entertainment («Пентаграмма»)
- с 2022 — «Конь Бледный» — Елена
- с 2023 — «Икар» (реж. Антон Преснов) — Муза[68][69][70]

### Продюсерский центр «Сказки Нахимовской»
- с 2025 — «Камелот» (реж. Полина Нахимовская) — Гвиневера

### Продюсерский центр «Мы»
- с 2025 — «Идиот» (реж. Василий Заржецкий) — Настасья Филипповна Барашкова

## Видеография
- 2016 — Видео-версия фэнтези-мюзикла «Последнее Испытание». Закрытие постановки театра-студии Lege Artis от 15 октября — Крисания Таринская;
- 2019 — Съемка постановок метал-опер «Легенда Ксентарона» и «Сокровище Энии». DVD «Книга Золотого Дракона» — Алатиэль[71][72];
- 2019 — Видео-версия фэнтези-мюзикла «Последнее Испытание» (с оркестром). Creative Lab STAIRWAY от 8 сентября — Крисания Таринская;
- 2019 — Видео-версия фэнтези-мюзикла «Последнее Испытание». Creative Lab STAIRWAY от 11 октября — Крисания Таринская;
- 2020 — Видеошоу «Новогодний мюзикл». Creative Lab STAIRWAY от 31 декабря — в роли самой себя;
- 2025 — Видео-версия мюзикла «Икар». Пентаграмма от 26 мая — в роли Музы.